# Ankst
Ankst era un sello discográfico independiente galés formado en 1988 en la Universidad de Gales, Aberystwyth por Alun Llwyd, Gruffudd Jones y Emyr Glyn Williams. Después de un puñado de lanzamientos de casetes discretos, el sello se mudó a Cardiff y se convirtió en una preocupación más seria, proporcionando una plataforma de lanzamiento para varios artistas galeses populares, incluidos Llwybr Llaethog, Super Furry Animals y Zygotic Mynci de Gorky. The Rough Guide to Wales describió a Ankst como "uno de los sellos musicales galeses más prolíficos, eclécticos e innovadores" de la década de 1990. 
Entre 1988 y 1997, el sello lanzó unos 80 lanzamientos antes de dividirse en 1997 en dos compañías separadas. Ankst Management (dirigido por Llwyd y Jones y responsable de Melys, Super Furry Animals, Gorky's Zygotic Mynci, Los Campesinos!, The Longcut y, durante un tiempo, Cerys Matthews) y Ankstmusik, el sello que Emyr Williams regentaba desde su casa. en Pentraeth en Anglesey, convirtiendo el garaje en oficina y trastero. Ankst se mantuvo fiel a sus ideales de bajo presupuesto y sin fines de lucro en un momento en que las "artes" en Gales cayeron en manos del control corporativo y la financiación pública.En total, el sello lanzó más de 170 discos de una gran variedad de bandas e intérpretes, como Tystion, Ectogram, Zabrinski, Rheinallt H Rowlands, MC Mabon y Wendykurk.
Ankst pasó al cine en la década de 2000 y estrenó Y Lleill, ganadora del Bafta, en 2005.
Alun Llwyd también codirige, con Kevin Tame, el sello independiente Turnstile Archivado el 28 de septiembre de 2014 en Wayback Machine., con sede en Cardiff, hogar de Perfume Genius, Christopher Owens, Gruff Rhys, Cate Le Bon y otros.
Emyr 'Ankst' Williams murió en su casa de Pentraeth, Anglesey, el 17.01.2023, mientras recibía tratamiento contra el cáncer. Tenía 57 años.
Lista completa de lanzamientos/artistas de Ankst aquí: https://cy.wikipedia.org/wiki/Ankstmusik